# گابریل (بازیکن فوتبال، زاده ۱۹۹۲)
گابریل واسکونسلوس فریرا (پرتغالی: Gabriel Vasconcelos Ferreira؛ زادهٔ ۲۷ سپتامبر ۱۹۹۲) که عموماً با نام گابریل شناخته می‌شود، بازیکن فوتبال اهل برزیل است که به عنوان دروازه‌بان برای لچه بازی می‌کند.
او به همراه تیم ملی کشورش مدال نقره المپیک ۲۰۱۲ لندن را تصاحب کرد.